# Caperr (meteoryt)
Caperr (inne nazwy: Caperr Aiken, Amakaken) – meteoryt żelazny z grupy III AB, znaleziony w 1869 roku w prowincji  Chubut w Argentynie. Meteoryt Caperr jest pierwszym z pięciu meteorytów znalezionych w prowincji Chubut. Odkryty okaz ważył 113,9 kg. Obecnie meteoryt wystawiony jest w Muzeum Historii Naturalnej w La Placie w Argentynie.